# Мейвуд (Небраска)
Мейвуд (англ. Maywood) — селище (англ. village) в США, в окрузі Фронтьєр штату Небраска. Населення — 262 особи (2020).

## Географія
Мейвуд розташований за координатами 40°39′31″ пн. ш. 100°37′20″ зх. д. / 40.65861° пн. ш. 100.62222° зх. д. (40.658698, -100.622233).  За даними Бюро перепису населення США в 2010 році селище мало площу 1,64 км², уся площа — суходіл.

## Демографія
Згідно з переписом 2010 року, у селищі мешкала 261 особа в 117 домогосподарствах у складі 76 родин. Густота населення становила 159 осіб/км².  Було 146 помешкань (89/км²).
Расовий склад населення:
| - 97,3 % — білих - 1,1 % — осіб інших рас |

До двох чи більше рас належало 1,5 %. Частка іспаномовних становила 3,1 % від усіх жителів.
За віковим діапазоном населення розподілялося таким чином: 19,9 % — особи молодші 18 років, 60,6 % — особи у віці 18—64 років, 19,5 % — особи у віці 65 років та старші. Медіана віку мешканця становила 43,3 року. На 100 осіб жіночої статі у селищі припадало 91,9 чоловіків;  на 100 жінок у віці від 18 років та старших — 95,3 чоловіків також старших 18 років.
Середній дохід на одне домашнє господарство  становив 50 626 доларів США (медіана — 48 750), а середній дохід на одну сім'ю — 56 686 доларів (медіана — 55 000). За межею бідності перебувало 14,5 % осіб, у тому числі 30,1 % дітей у віці до 18 років та 5,3 % осіб у віці 65 років та старших.
Цивільне працевлаштоване населення становило 135 осіб. Основні галузі зайнятості: освіта, охорона здоров'я та соціальна допомога — 27,4 %, транспорт — 20,0 %, сільське господарство, лісництво, риболовля — 11,1 %, будівництво — 9,6 %.